# Mózes ibn Ezra
Mózes ben Jakob ibn Ezra (héberül: משה בן יעקב אבן עזרא), gyakran csak Mózes ibn Ezra, arab nevén Abú Harún Músza bin Jakub ibn Ezra (arabul: أبو هارون موسى بن يعقوب ابن عزرا), rövidített nevén RaMBa [Rabbi Mose ben Ezra héberül: רַמבַּ״ע] (Granada, 1055/1060 körül – Hispánia, 1139 körül) középkori hispániai zsidó költő és filozófiai író.
Előkelő családból származott, és kezdetben Granadában élt. Fivérének leányát akarta feleségül venni, de azt máshoz adták, majd hamarosan meg is halt. Mózes megkeseredve elhagyta lakhelyét és vándorútra indult Hispániában folyamatosan jelentetve meg szerelmi költeményeit. Ezeket az erősen szubjektív, gyengéd, érzelmes lírai megnyilatkozásokat a fenti okokból szomorúság hatja át. Mózes fájdalmát barátai, többek között Júda Halévi próbálta enyhíteni kisebb-nagyobb sikerrel – a költő ezeket a szeretetteljes kísérleteket is megörökítette költeményeiben. Emellett vallásos, úgynevezett szelicha-verseket is írt. A szelichák olykor mesterkélteknek tűnhetnek a beiktatott szójátékok és bibliai elmélkedések miatt, amely nem engedi meg a szabad érzelmi szárnyalást – azonban a szemléltető természeti leírások, és ritmikai zeneiség kárpótolják az olvasót a mondott gyengeségekért. A zsidó ünnepekre és nevezetesebb szombatokra írott költeményeiből több mint 220 darab maradt fenn. A későbbi időkben ezek a művek a portugáliai és az arab országokban élő zsidóság liturgiájának részeivé váltak.
Az arab költőknél kedvelt tedzsníz műfajt utánozza Mózes Tarzisz című munkája. Az 1210 versből álló – amely egyben a cím héber betűinek értékéből is következik – alkotás epigrammák és gnómák gyűjteménye. Túlnyomó részben világi témaköröket dolgoznak fel, jellemzőjük a csattanó. Általában egyforma hangzású, de más-más jelentésű szavak csengenek bennük össze. Mózes több prózai alkotást is írt, egyike ezeknek a metafora és a közönséges szó jelentését tárgyaló, görög, arab, és zsidó filozófusok gondolataira épülő, töredékesen fennmaradt Arugát Ha-Bószem ('Fűszerágy'). A magyarázat és emlékeztetés könyve című költészettani munka arab írók és költők véleményét felhasználva – de Arisztotelész költészettani irányelveit sem elfeledve – esztétikai szempontból jellemzi és néhol bírálja a bibliai irodalmat.

## Magyar nyelvű fordítások
Mózes ibn Ezra műveinek teljes gyűjteménye mindezideig nem rendelkezik magyar nyelvű fordítással. Néhány versét fordították csak le:
- Frisch Ármin: Szemelvények a Biblia utáni zsidó irodalomból, Pallas Irodalmi és Nyomdai Rt., Budapest, 1906 (reprint kiadás: Auktor Könyvkiadó, Budapest, 1993, ISBN 963-7780-24-6, 413 p), 311–315. oldal
- Rosenthal László: Mózes ibn Ezra "Siré Ézor" című versgyűjteményének elemzése és fordítása; Spitzer Aladár Ny., Bp., 1939
- Héber költők antológiája – Kardos László műfordításai, Magyar Zsidók Pro Palesztina Szövetsége, Budapest, 1943, 20–28. oldal
- Kecskeméti Ármin: A zsidó irodalom története I–II. Budapest: Izraelita Magyar Irodalmi Társulat. 1908–1909.   → reprint kiadás: Kecskeméti Ármin: A zsidó irodalom története I–II. Budapest: Bethlen Gábor Könyvkiadó. 1994.  ISBN 963-7426-20-5 , I. köt., 279–284. o.
- Makai Emil (ford.): Zsidó költők – műfordítások Salamon ibn Gabirol, Juda Halévi, Sámuel Hánágid, Mózes ibn Ezra, Ábrahám ibn Ezra, Chárizi, Manuello verseiből / XI.–XIV. század, Singer és Wolfner Kiadása, Budapest, 1895, 155–173. oldal
- Scheiber Sándor: A feliratoktól a felvilágosodásig – Kétezer év zsidó irodalma (Zsidó irodalomtörténeti olvasmányok), Múlt és Jövő Lap- és Könyvkiadó, Budapest, 1997, ISBN 963 85697 4 3, 151–160. o.